# Okręg wyborczy Newark
Okręg wyborczy Newark powstał w 1673 r. i wysyłał do angielskiej, a następnie brytyjskiej, Izby Gmin dwóch deputowanych. W 1885 r. liczbę mandatów przypadających na okręg zmniejszono do jednego. Okręg obejmuje miasta Newark i Southwell we wschodniej części hrabstwa Nottinghamshire.

## Deputowani do brytyjskiej Izby Gmin z okręgu Newark

### Deputowani w latach 1673–1885
- 1673–1679 – Henry Savile
- 1673–1677 – Paul Neile
- 1677–1679 – Richard Rothwell
- 1679–1679 – Robert Leke
- 1679–1685 – Robert Markham
- 1679–1685 – Richard Rothwell
- 1685–1689 – Henry Savile
- 1685–1689 – Philip Darcy
- 1689–1695 – William Savile, lord Savile
- 1689–1693 – Nicholas Saunderson
- 1693–1700 – Francis Molyneux
- 1695–1698 – George Markham
- 1698–1701 – James Saunderson
- 1700–1701 – John Rayner
- 1701–1701 – George Markham
- 1701–1705 – Matthew Jenison
- 1701–1710 – James Saunderson
- 1705–1708 – John Digby
- 1708–1710 – Richard Sutton
- 1710–1712 – Thomas Willoughby
- 1710–1715 – Richard Newdigate
- 1712–1738 – Richard Sutton
- 1715–1722 – Conyers Darcy
- 1722–1741 – James Pelham
- 1738–1754 – lord William Manners
- 1741–1761 – Job Staunton Charlton
- 1754–1774 – John Manners
- 1761–1768 – Thomas Thoroton
- 1768–1774 – John Shelley
- 1774–1780 – George Manners-Sutton
- 1774–1784 – Henry Clinton
- 1780–1783 – lord George Manners-Sutton
- 1783–1796 – John Manners-Sutton
- 1784–1790 – Constantine Phipps
- 1790–1796 – William Crosbie
- 1796–1805 – Thomas Manners-Sutton
- 1796–1802 – Mark Wood
- 1802–1806 – Charles Morice Pole
- 1805–1831 – Henry Willoughby
- 1806–1814 – Stapleton Cotton
- 1814–1818 – George Dawkins-Pennant
- 1818–1829 – William Henry Clinton
- 1829–1831 – Michael Thomas Sadler, torysi
- 1831–1835 – William Farnworth Handley, Partia Konserwatywna
- 1831–1832 – Thomas Wilde, wigowie
- 1832–1846 – William Ewart Gladstone, Partia Konserwatywna
- 1835–1841 – Thomas Wilde, wigowie
- 1841–1847 – lord John Manners, Partia Konserwatywna
- 1846–1852 – John Stuart, Partia Konserwatywna
- 1847–1857 – John Manners-Sutton, 3. wicehrabia Canterbury, Partia Konserwatywna
- 1852–1857 – Granville Edward Harcourt Vernon, Partia Konserwatywna
- 1857–1859 – Henry Pelham Alexander Pelham-Clinton, wigowie
- 1857–1865 – John Handley, Partia Liberalna
- 1859–1874 – Grosvenor Hodgkinson, Partia Liberalna
- 1865–1868 – lord Arthur Pelham-Clinton, Partia Liberalna
- 1868–1870 – Edward Denison, Partia Liberalna
- 1870–1880 – Samuel Boteler Bristow, Partia Liberalna
- 1874–1885 – Thomas Earp, Partia Liberalna
- 1880–1885 – William Newman Nicholson, Partia Konserwatywna

### Deputowani po 1885
- 1885–1895 – Charles Pierrepont, wicehrabia Newark, Partia Konserwatywna
- 1895–1898 – Harold Heneaghe Finch-Hatton, Partia Konserwatywna
- 1898–1900 – Charles Pierrepont, wicehrabia Newark, Partia Konserwatywna
- 1900–1906 – Charles Glynne Earle Welby, Partia Konserwatywna
- 1906–1922 – John Ralph Starkey, Partia Konserwatywna
- 1922–1943 – William Cavendish-Bentinck, markiz Titchfield, Partia Konserwatywna
- 1943–1950 – Sidney Shephard, Partia Konserwatywna
- 1950–1964 – George Deer, Partia Pracy
- 1964–1979 – Edward Bishop, Partia Pracy
- 1979–1997 – Richard Alexander, Partia Konserwatywna
- 1997–2001 – Fiona Jones, Partia Pracy
- 2001-2014 – Patrick Mercer, Partia Konserwatywna do 2013, następnie niezależny
- 2014–     – Robert Jenrick, Partia Konserwatywna